# Dicraeanthus ramosus
Dicraeanthus ramosus là một loài thực vật có hoa trong họ Podostemaceae. Loài này được H.Hess mô tả khoa học đầu tiên năm 1961.